# ZOBODAT
ZOBODAT est un catalogue en ligne autrichien de données taxonomiques, bibliographiques, d'auteurs et de spécimens,,, provenant principalement de sources en langue allemande. La base de données est publiée par l'Oberösterreichische Landesmuseen,, situé à Linz, en Haute-Autriche, et a été fondée en 1972 par Ernst Reichl (de). Au 16 août 2022, il contenait 3 476 485 enregistrements d'occurrence, 1,089 enregistrements de journaux (avec leur contenu), 25 379 auteurs (y compris leurs publications et les spécimens collectés et déterminés), et des informations sur 62 977 espèces.
Le lecteur peut accéder aux informations en allemand, français, anglais, espagnol, portugais ou hongrois.

## Historique
En 1972, Ernst Rudolf Reichl fonde cette institution, alors sous le nom de ZOODAT. À l’origine, ZOODAT avait une vocation entomologique et faunistique. En 1993, ZOODAT a déménagé au nouvel Institut de recherche en informatique environnementale du Centre de biologie du Musée d'État de Haute-Autriche. En 1999, ZOBODAT a été repris par le Land de Haute-Autriche et renommé en même temps ZOBODAT car son contenu a été élargi pour inclure le domaine de la botanique. La base de données est disponible en ligne depuis 2000. La troisième version actuelle de ZOBODAT a été développée en collaboration avec Interactive Systems et est publiée depuis 2014.

### Étymologie
- ZOBODAT est l'abréviation allemande des trois mots suivants : die Zoologisch-Botanische Datenbank.

## Objectif
Le site Web ZOBODAT est un outil d'aide aux chercheurs en histoire naturelle et à ceux qui s'intéressent à l'histoire naturelle. ZOBODAT est une source de données pour :
- Littérature à caractère zoologique, botanique et géoscientifique
- Informations sur les preuves du Musée d'État de Haute-Autriche. L’objectif à long terme est de présenter autant de contenu analogique que possible des collections de l’institution sous forme numérique.
- Informations sur de nombreuses espèces d'animaux, de plantes et de champignons
- Biographies de biologistes

Une attention particulière est portée aux données relatives à l’Autriche et, dans une moindre mesure, à l’Allemagne,.

## Contenu
La base de données contient des données sur la répartition des espèces animales et végétales, des biographies de chercheurs en histoire naturelle et de la littérature numérisée ainsi que des bibliothèques numériques de soutien. La majorité des données se réfère traditionnellement aux insectes et géographiquement à l'Autriche. Cependant, ZOBODAT peut être utilisé pour tous les groupes d’organismes et dans le monde entier.
Sur le portail Web zobodat.at, vous trouverez, en plus des éditions numérisées de l'opérateur de la plateforme :
- Stapfia: Die seit 1977 herausgegebenen und nach dem oberösterreichischen Botaniker Otto Stapf benannten Bände enthalten umfangreiche Monographien, Ausstellungskataloge des Biologiezentrums, Symposionsbeiträge. Neben den botanischen Beiträgen bezieht sich etwa ein Viertel der Arbeiten auf zoologische Themen.
- Linzer biologische Beiträge (LBB): Die 1969 von Robert Steinwendtner ins Leben gerufene Zeitschrift ist ausschließlich zoologisch (insbesondere entomologisch) ausgerichtet.
- Beiträge zur Naturkunde Oberösterreichs (BNO): Die seit 1993 erscheinende Serie beinhaltet Artikel zu naturkundlichen Arbeiten, die das Bundesland Oberösterreich betreffen.
- Vogelkundliche Nachrichten aus Oberösterreich, Naturschutz aktuell (VNO): Die seit 1973 erscheinende Zeitschrift bezieht sich auf Themen der Vogelkunde in Oberösterreich mit laufenden Bezügen zum Naturschutz.

également quelques séries non biologiques-zoologiques
- Burgenländische Heimatblätter (1927– )
- Der Bundschuh – Schriftenreihe des Museums Innviertler Volkskundehaus, nur die naturkundlichen Artikel (1999– )
- Jahrbuch des Oberösterreichischen Musealvereines (1833– )
- Jahrbuch für Landeskunde von Niederösterreich (Neue Folge 1902–1999, Inhaltsverzeichnis bis 2005, neuere Jahrgänge sind noch nicht freigegeben)
- Mittheilungen der Gesellschaft für Salzburger Landeskunde, ab 2009 Mitteilungen der Gesellschaft für Salzburger Landeskunde (1861– )
- Neues Museum – Die österreichische Museumszeitschrift (1989– )
- Oberösterreichische Heimatblätter (1947–2007), nur naturwissenschaftliche Artikel sowie ausgewählte biografische Arbeiten
- Veröffentlichungen des Tiroler Landesmuseums Ferdinandeum (1825–2007)
- Wissenschaftliches Jahrbuch der Tiroler Landesmuseen (2008– )
- Zeitschrift des Ferdinandeums für Tirol und Vorarlberg (1835–1904)

et surtout des publications de nombreux autres instituts scientifiques, par exemple :
- Abhandlungen der Bayerischen Akademie der Wissenschaften. Historische Classe = III. Classe (1763–1909)
- Abhandlungen der Bayerischen Akademie der Wissenschaften. Mathematisch-naturwissenschaftliche Klasse (1763–2014)
- Abhandlungen der Bayerischen Akademie der Wissenschaften. Philosophisch-philologische Classe = I. Classe (1835–1906)
- Abhandlungen der Bayerischen Akademie der Wissenschaften. Philosophisch-philologische und historische Klasse (1909– )
- Beiträge zur Paläontologie und Geologie Österreich-Ungarns und des Orients, ab 1895 Mitteilungen des Geologischen und Paläontologischen Institutes der Universität Wien (1882–1914)
- Berichte der Naturhistorischen Gesellschaft Hannover (ab Band 94–98/1942–1947 bis Band 149/2007)
- Berichte der staatlichen Höhlenkommission (1920–1922) und deren Nachfolgezeitschrift Speläologisches Jahrbuch (1922–1936)
- Berichte des naturwissenschaftlichen Vereins für Schwaben (1848– )
- Berichte des Naturwissenschaftlich-Medizinischen Vereins in Innsbruck (1870–2014)
- Carinthia I (1811– ), nur die Jahrgänge 1873–1890
- Carinthia II (1891– )
- Denkschriften der Kaiserlichen Akademie der Wissenschaften, ab 1926 Denkschriften der Akademie der Wissenschaften (1850–1990)
- Entomologica Austriaca (2001– )
- Egretta - Vogelkundliche Nachrichten aus Österreich (1958– )
- Geschäftsberichte Joanneum (2003– )
- Göttinger Naturkundliche Schriften (1989–2005)
- Gutachten Naturschutzabteilung Oberösterreich, u. a. Natur und Landschaft. Leitbilder für Oberösterreich (1951– )
- Jahrbuch der Kaiserlich-Königlichen Geologischen Reichsanstalt, ab 1922 Jahrbuch der Geologischen Bundesanstalt (1850– )
- Jahrbücher der Deutschen Malakozoologischen Gesellschaft (1874–1887)
- Jahresbericht der Schlesischen Gesellschaft für Vaterländische Kultur (1839–1941)
- Journal für Ornithologie (1853–1944)
- Lauterbornia. Zeitschrift für Faunistik und Floristik des Süßwassers (lückenhaft 1989–2011 und 2015–2017)
- Mitteilungen der Deutschen Malakozoologischen Gesellschaft (ab Band 81/2009)
- Mitteilungen der Naturwissenschaftlichen Arbeitsgemeinschaft am Haus der Natur Salzburg (1950–1963)
- Mitteilungen des Landesvereins für Höhlenkunde in Oberösterreich (1955– )
- Museumsführer und zur Geschichte des Oberösterreichischen Landesmuseums
- Museumsjournal Oberösterreichisches Landesmuseum (1991– )
- Nationalpark Bayerischer Wald – Wissenschaftliche Reihe (1976–2005)
- Nationalpark Donauauen – Wissenschaftliche Reihe (2001– )
- Nationalpark Gesäuse – diverse Arbeiten (2006– )
- Nationalpark Hohe Tauern – Bartgeier Monitoring News (2006–2017)
- Nationalpark Hohe Tauern – Bartgeier Newsletter (2007–2015)
- Nationalpark Kalkalpen – Natur im Aufwind. Die Nationalpark Kalkalpen Zeitschrift (1992–2005)
- Nationalpark Kalkalpen – Vielfalt Natur (2005– )
- Nationalpark Neusiedlersee-Seewinkel Berichte (2004– )
- Nationalpark Neusiedlersee-Seewinkel Geschnatter. Österreichs erste Nationalparkzeituns (1993– )
- Naturkundliches Jahrbuch der Stadt Linz (1955–2004),
ab 2007 Berichte für Ökologie und Naturschutz der Stadt Linz (2007–2012)
- NaturLand Salzburg (2000– )
- Naturschutzabteilung Salzburg - diverse Veröffentlichungen (2003– )
- Neues Jahrbuch für Mineralogie, Geologie und Palaeontologie (1833–1900)
- ÖKO.L Zeitschrift für Ökologie, Natur- und Umweltschutz (1979– )
- Österreichische Botanische Zeitschrift, ab 1974 Plant Systematics and Evolution (1851–1992)
- Rudolfinum. Jahrbuch des Landesmuseums für Kärnten (1999– )
- Salzburger Vogelkundliche Berichte (1989–2014)
- Thema Vorarlberg (2014– ), nur naturkundliche Artikel
- Verhandlungen der Kaiserlich-Königlichen Geologischen Reichsanstalt, ab 1922 Verhandlungen der Geologischen Bundesanstalt (1859–1982)
- Vogelwarte - Zeitschrift für Vogelkunde (ab Band 15/1948)
- Wissenschaftliche Arbeiten aus dem Burgenland (1954–2001)
- Wissenschaftliche Mitteilungen Nationalpark Hohe Tauern (1993–2001)
- Zeitschrift der Deutschen Geologischen Gesellschaft (1848–1898)
- Zeitschrift des Mährischen Landesmuseums (1902–1919)

## Mode d'emploi
L'accès utilisateur gradué permet une protection différenciée des données.
Les options de recherche suivantes sont également disponibles pour les utilisateurs non enregistrés :
Recherche en texte intégral
Recherche d'espèces : environ 60 000 espèces
Recherche de personnes : plus de 20 000 biographies
Recherche bibliographique : plus de 800 séries
Recherche de documents : plus de 3,3 millions de documents